# Dan Tăpălagă
Dan Tăpălagă (n. 28 august 1975, Copșa Mică, România) este un jurnalist și publicist român.

## Biografie
Dan Tăpălagă s-a născut la 28 august 1975 la Copșa Mică, județul Sibiu. Este licențiat în jurnalism al Universității „Lucian Blaga” din Sibiu.

## Activitate profesională
A debutat ca jurnalist la Radio România Actualități în 1997, fiind apoi redactor la Radio Europa Liberă și BBC (1998-2002). A condus departamentul politic la Evenimentul zilei (2002-2004), a fost redactor-șef adjunct la Cotidianul (2004-2006) și șeful secției politice la România liberă. Timp de un an a fost director de dezvoltare editorială la Ziua de Cluj. A fost editor coordonator la site-ul HotNews.ro. În perioada ianuarie-martie 2005 a fost consilier și purtător de cuvânt al fostului ministru al justiției, Monica Macovei. A fost bursier Freedom House. În anul 2018, a fondat site-ul G4Media.ro, alături de Cristian Pantazi.
A predat cursuri de jurnalism politic la Facultatea de Jurnalistică din Sibiu (2005), Facultatea de Jurnalism și Științele Comunicării a Universității din București (2007) și la Centrul pentru Jurnalism Independent (jurnalism politic).

## Publicații
- Bulversarea valorilor — Scrieri dintr-un timp buimac, Editura Humanitas, 2011
- Dan Tăpălagă în dialog cu Daniel Morar — Prețul adevărului. Un procuror în luptă cu sistemul, Editura Humanitas, 2012